# Koblenz-Immendorf
Koblenz-Immendorf ist ein rechtsrheinischer Höhenstadtteil der Stadt Koblenz am Mittelrhein in Rheinland-Pfalz.

## Neugliederung
Der Stadtteil ging aus der selbstständigen Gemeinde Immendorf hervor, die am 7. Juni 1969 mit dem Nachbarort Arenberg zur Gemeinde Arenberg-Immendorf fusionierte. Auf Anordnung der rheinland-pfälzischen Landesregierung vom 20. April 1970 wurde die Gemeinde Arenberg-Immendorf am 7. November 1970 in die Stadt Koblenz (als Stadtteile Koblenz-Arenberg und Koblenz-Immendorf) eingegliedert.

## Geschichte

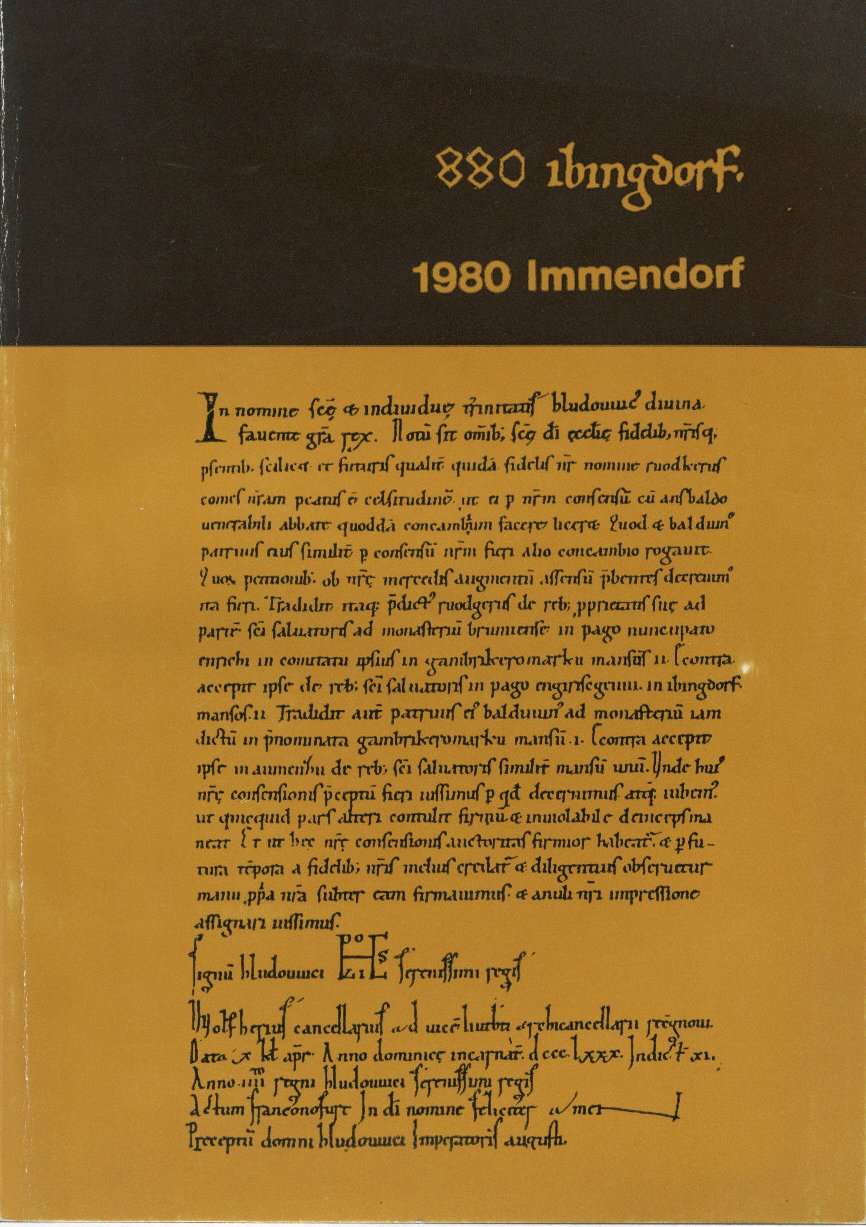
Die Ersterwähnungsurkunde von Immendorf unterzeichnet von König Ludwig III. am 23. März 880 in Frankfurt/Main in einer um 1100 angefertigten Abschrift

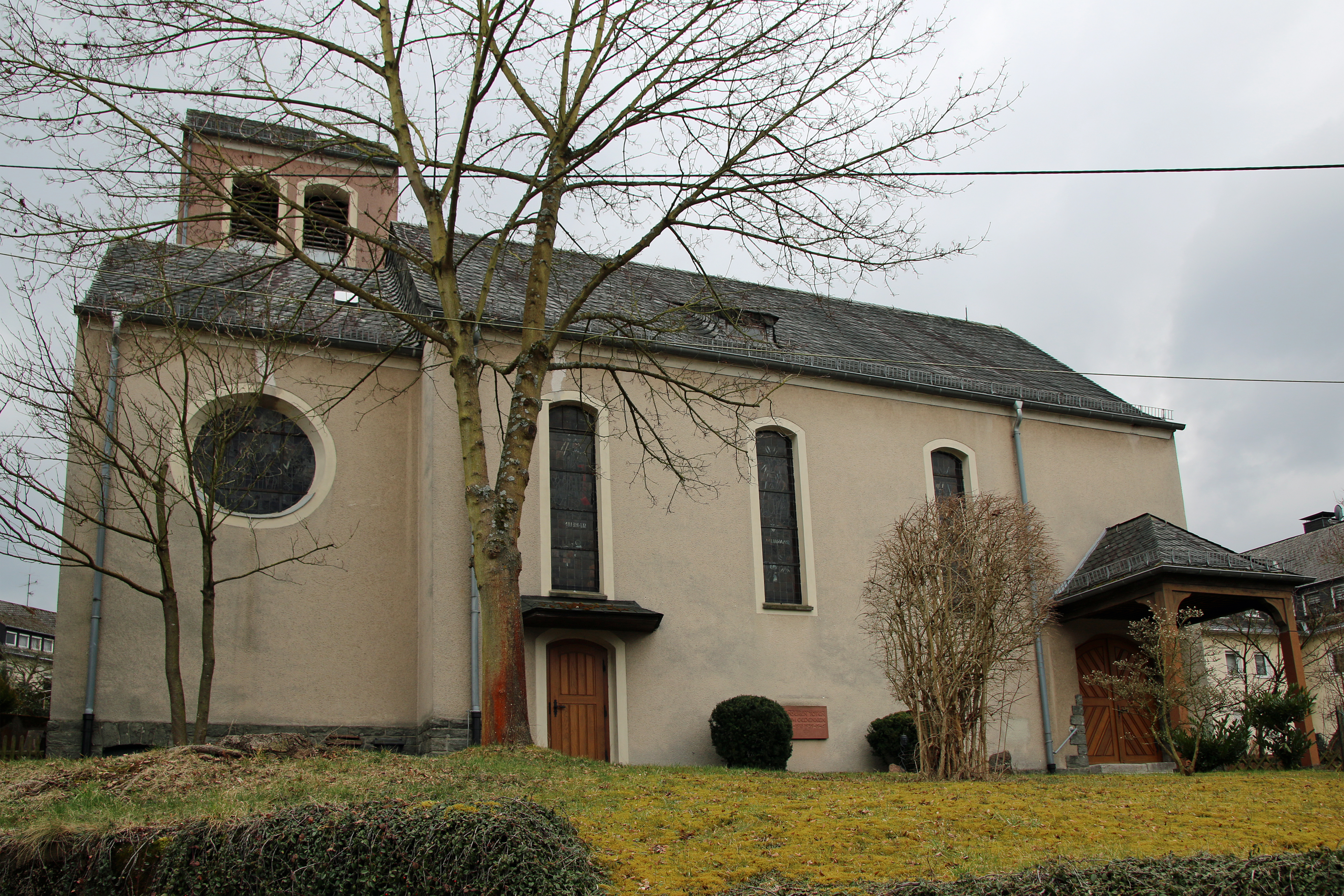
Die Filialkirche St. Erasmus

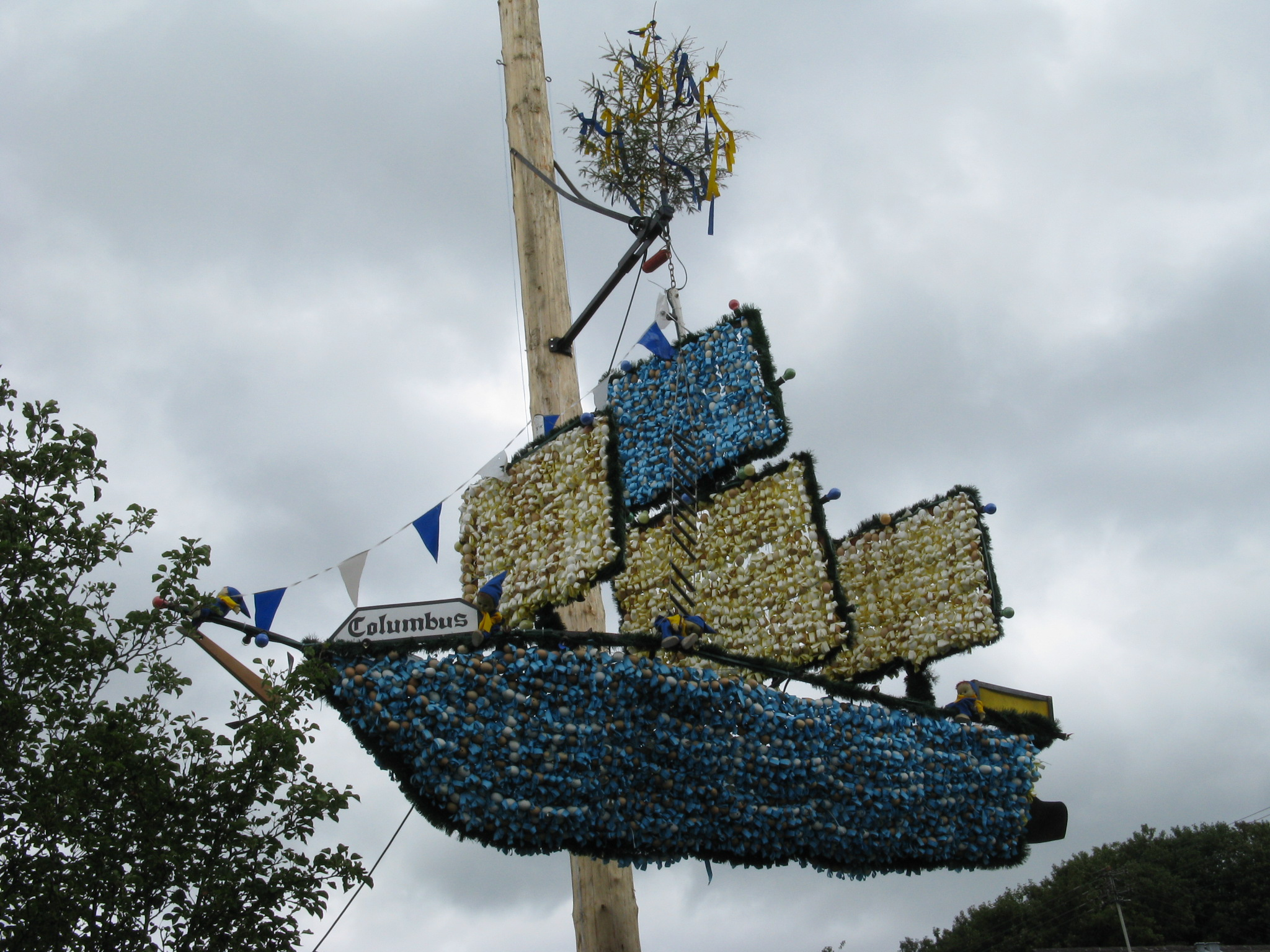
Kirmeskrone 2011 (Columbus-Schiff) in Koblenz-Immendorf

Über das Alter von Immendorf lassen sich bisher aufgrund von Boden- oder sonstigen Funden keinerlei Aussagen treffen. Eher lassen sich aus dem Namen Immendorf des heutigen Koblenzer Stadtteils Rückschlüsse auf seine Entstehung ziehen. Die Endung -dorf findet sich vielfach bei Orten im Mittelrheingebiet und verweist auf eine Entstehung und Eingliederung in den fränkischen Staatsverband bis zum 6. Jahrhundert n. Chr.
Das Fränkische Reich war in Gaue untergliedert. Immendorf gehört zum Engersgau, der sich von Unkel im Norden bis zur Lahn im Süden erstreckte und dort an den Niederlahngau grenzte. Im Jahr 790 vermachte Karl der Große der Abtei Prüm Ländereien im Engers- und im Niederlahngau. Es wird vermutet, dass die Abtei Prüm um 880 Ländereien tauschte, die sie nahezu hundert Jahre zuvor von Karl dem Großen als Geschenk erhalten hatte. Im Rahmen eines solchen Landtausches, den die Abtei mit dem Grafen Ruotger unternahm, wird erstmals der Name „Immendorf“ als „Ibingdorf“ in einem Dokument erwähnt. König Ludwig III. beurkundete im Jahre 880 diesen Tausch. Die am 23. März 880 in Frankfurt ausgestellte Urkunde existiert nicht mehr im Original. Aber es gibt noch eine Abschrift dieser Urkunde aus dem Liber aureus, dem goldenen Buch von Prüm, die wohl spätestens um 1100 angefertigt wurde. Diese Abschrift befindet sich heute in der Stadtbibliothek Trier und belegt die mindestens 1100-jährige Geschichte dieses Koblenzer Stadtteils.
In den folgenden Jahrhunderten wird der Ort Immendorf (oder Eymentorff und Imendorf) in verschiedenen Urkunden erwähnt. Aus dem vorliegenden Material lässt sich aber keine durchgängige Geschichte des Ortes ableiten.
In Immendorf besaßen verschiedene Herrschaften größeren Landbesitz. Neben der Abtei Prüm besaß die Abtei Herford, die 868 von König  Ludwig dem Deutschen der Herrenhof Overanberg (Arenberg) als Schenkung erhalten hatte. Auch die Helfensteiner, die ursprünglich das Meieramt für dieses Hofgut innehatten, treten später als Grund- und Gerichtsherren in Immendorf in Erscheinung. Auch die Koblenzer Steuerbehörde verfügte über Besitz in Immendorf. 1211/1214 hatte Immendorf an den Koblenzer Königshof, den Heinrich II. dem Trierer Erzbischof Poppo von Babenberg geschenkt hatte, Sachgüter (Hafer, Hühner) und Dienste zu entrichten. Die Trierer Erzbischöfe waren zeitweise auch direkte Besitzer von Gütern in Immendorf. Ab 1692 hatte das Kloster Herford dem Trierer Kurfürsten die Oberhoheit über die Besitzungen verkauft. Immendorf wurde auf diese Weise kurtrierisches Lehen.
Auf dem Dorfplatz wurde um 1675 die Kapelle zum heiligen Erasmus errichtet, die 1891 völlig erneuert wird. Das Patronat geht auf die 1938–1940 errichtete Filialkirche St. Erasmus über, die alte Kapelle wurde 1945 abgerissen.
Wesentliche territoriale Änderungen brachte die Französische Revolution auch für Immendorf mit sich. Die Fürsten von Nassau-Usingen, Nassau-Weilburg und Wied-Runkel mussten im Frieden von Lunéville ihre linksrheinischen Besitzungen an Frankreich abtreten. Sie wurden dafür mit rechtsrheinischen Gebieten entschädigt. So erhielt Fürst Friedrich Wilhelm von Nassau-Weilburg durch den Reichsdeputationshauptschluss vom 25. Februar 1803 den auf dem rechten Rheinufer gelegenen Teil von Kurtrier. Es wurde eine nassauische Regierung in Ehrenbreitstein eingerichtet, die auch Immendorf verwaltete.
Per Vertrag trat Nassau am 31. Mai 1815 die Gemeinden Immendorf, Neudorf (heute zu Niederberg), Arenberg, Ehrenbreitstein mit den Mühlen Arzheim, Pfaffendorf und Horchheim an Preußen ab. Nassau behielt vom Amt Ehrenbreitstein die Gemeinden Arzbach, Kadenbach, Neuhäusel, Eitelborn und Simmern, die jetzt dem Amt Montabaur zugeordnet wurden.
Ab 1815 kann von Immendorf im verwaltungsmäßigen Sinn von einer selbstständigen Gemeinde gesprochen werden.
1825 wurden offiziell die lehnsrechtlichen Bindungen der Immendorfer Ländereien aufgehoben. Durch sukzessiven Kauf dieser Parzellen durch Immendorfer Bürger wurden diese Ländereien in freies Eigentum überführt.
Um einer bevorstehenden Eingliederung der Gemeinde in die Stadt Koblenz aufgrund der rheinland-pfälzischen Verwaltungsreorganisation zu entgehen,  bildete die Gemeinde Immendorf zusammen mit dem Nachbarort Arenberg  am 7. Juni 1969 die gemeinsame Gemeinde Arenberg-Immendorf.  Am 20. April 1970 verfügte die Landesregierung von Rheinland-Pfalz die Eingliederung von Arenberg-Immendorf in die Stadt Koblenz. Die letzte Sitzung des Gemeinderates fand am 5. November 1970 statt, ehe die Eingliederung in die Stadt Koblenz am 7. November 1970 vollzogen wurde.

## Wappen

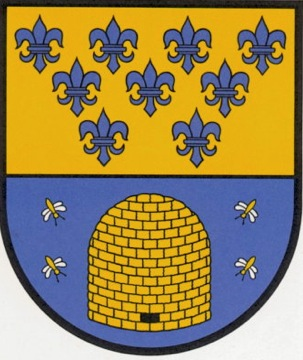
Das Wappen von Immendorf

Das Wappen von Immendorf enthält oben im geteilten Schild neun blaue Lilien auf goldenem Hintergrund und im unteren Bereich einen Bienenkorb, in den vier Bienen (Immen) einfliegen. Immendorf gehörte lange Zeit zur Herrschaft Müllenbach der Herren von Helfenstein. Aus deren Wappen sind die vier Lilien im oberen Teil des Wappens entlehnt. Der Bienenkorb dagegen weist auf die volkstümliche Deutung des Namens „Immendorf“ als Ort der Imker und Bienen hin.

## Ortsname
Das Toponym „Immendorf“ besteht aus den beiden Bestandteilen „Imme“ und „Dorf“. Man hält es nicht für unmöglich, dass das Bestimmungswort „Imme“ Biene bedeutet. Imme (Biene) heißt im Althochdeutschen „imbe“. Hierher könnte der in der Königsurkunde erwähnte Ortsname „Ibingdorf“ abgeleitet werden. Andere Forscher halten aber eine Ableitung von dem Personennamen „Immo“ (Irmino, Ermino) für wahrscheinlicher. Somit bedeutete Immendorf die Siedlung oder das Dorf des Immo.

## Politik
Für die Stadtteile Immendorf und Arenberg wurde ein gemeinsamer Ortsbezirk gebildet, der von einem Ortsbeirat und einem Ortsvorsteher vertreten wird. Weitere Informationen finden sich unter Arenberg und den Ergebnissen der Kommunalwahlen in Koblenz.

## Verkehrsanbindung
Immendorf ist an die Regionalbuslinie 460 (Koblenz Hbf-Koblenz Zentralplatz-Koblenz Ehrenbreitstein-Neuhäusel-Montabaur) sowie die Stadtbuslinie 9 (Koblenz Hbf-Koblenz Zentralplatz-Koblenz Arenberg-Koblenz Immendorf) angeschlossen. Es gilt der Tarif des Verkehrsverbund Rhein-Mosel (VRM).